# Борки (Харьковский район)
Бо́рки (укр. Бірки) — посёлок, Борковский поселковый совет, Нововодолажский район, Харьковская область.
Является административным центром Борковского поселкового совета, в который, кроме того, входят сёла Василевское, Гуляй Поле, Ключеводское и Липковатовка.

## Географическое положение
Посёлок городского типа Борки находится на берегу реки Джгун (в основном правом берегу).
Выше по течению на расстоянии в 2,5 км расположено село Джгун,
ниже по течению на расстоянии в 2 км — село Липковатовка.
На расстоянии в 3 км расположены село Борки и посёлок Зализничные Борки.
К посёлку примыкает лесной массив (сосна).

## История
Поселение впервие упоминается в 1659 году, было основано беженцами с Правобережной Украины.
19 октября 1938 года Борки получили статус посёлка городского типа.
Во время Великой Отечественной войны в 1941—1943 селение находилось под немецкой оккупацией. В период оккупации немцы убили 160 и угнали в Германию 137 жителей посёлка, а перед отступлением успели разрушить и сжечь часть зданий.
После войны в соответствии с четвёртым пятилетним планом восстановления и развития народного хозяйства СССР посёлок был восстановлен, все хозяйственные постройки и свыше 300 жилых домов были построены заново.
По состоянию на начало 1966 года здесь действовали колхоз им. Чапаева (специализацией которого были животноводство и выращивание сахарной свеклы), 8-летняя школа, школа рабочей молодёжи, клуб, библиотека и стадион.
По состоянию на начало 1978 года, здесь действовали отделение Липоватовского совхоза-техникума, 8-летняя школа, фельдшерско-акушерский пункт, клуб и библиотека.
В январе 1989 года численность населения составляла 827 человек.
На 1 января 2013 года численность населения составляла 537 человек.

## Экономика
- Молочно-товарная ферма.

## Транспорт
- В 3,5 км находится железнодорожная станция Борки[7].

## Известные жители
- Нога, Митрофан Петрович — Герой Советского Союза[7].

## Достопримечательности
- Братская могила советских воинов. Похоронено 472 чел.
- Курган на севере поселка[11]